# Nordschwarzwaldleitung
Die Nordschwarzwaldleitung ist eine 2016 fertiggestellte Erdgaspipeline der Terranets BW zwischen Au am Rhein und Leonberg.

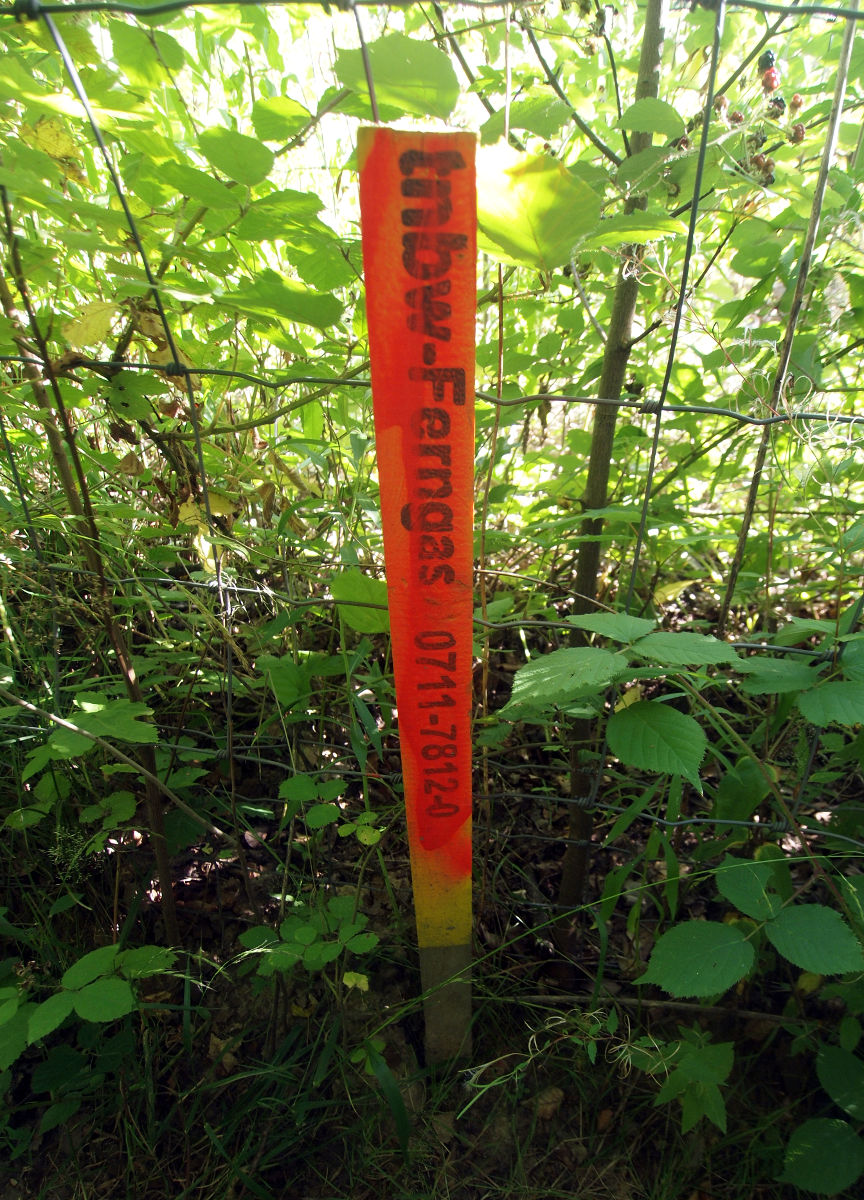
Die Leitung im Schwarzwildgehege Grünwettersbach

Die 71 km lange Leitung dient dem Gastransport von der Trans-Europa-Naturgas-Pipeline (TENP), also von den Netzbetreibern Open Grid Europe und fluxys, in das Netz von Terranets BW. Sie wurde in Stahlrohren L 415 MB/NB mit Nenndurchmesser 600 Millimeter und Wandstärke 10 Millimeter mit Innenbeschichtung und Polyethylen-Umhüllung ausgeführt und ist für einen Betriebsdruck von 80 bar ausgelegt. Sie verläuft vom Netzkopplungspunkt zur TENP bei Au am Rhein über Ettlingen, Waldbronn, Ispringen, Niefern-Öschelbronn, Wiernsheim und Rutesheim nach Leonberg bei Stuttgart. Im Leitungsverlauf wurden auch drei Mess- und Regelanlagen mit einer Durchflußkapazität von je 300.000 m3/h in Au am Rhein, Ettlingen und Leonberg errichtet.

## Geschichte
Die Planung des mit 80 Millionen Euro Investitionsvolumen veranschlagten Projekts begann im Januar 2008. Für den 15 Kilometer langen ersten Leitungsabschnitt von der TENP nach Ettlingen erfolgte der Planfeststellungsbeschluss im Juli 2012, die Bauausführung war 2014. Der zweite Abschnitt bis Leonberg wurde im September 2014 planfestgestellt und 2015/2016 gebaut. Am 22. Januar 2016 wurde die Leitung im Beisein des Ministers für Umwelt, Klima und Energiewirtschaft in Baden-Württemberg, Franz Untersteller, symbolisch in Betrieb genommen.